# Péterfi Tibor
Péterfi Tibor (Dés, 1883. június 22. – Budapest, 1953. január 13.) orvos, hisztológus, egyetemi tanár, Péterfi István (1884–1962) újságíró, zenekritikus bátyja.
Kutatásának fő iránya a kísérleti sejttan és szövettan volt, különös tekintettel a sejtek és a szövetek fizikai-kémiai tulajdonságaira.

## Életpályája
Péterfi (Rosenfeld) Zsigmond (1845–1917) vasútépítő mérnök, vezérigazgató és Ehrlich Berta (1864–1930) fiaként született zsidó családban. Az 1890-es években szüleivel és két testvérével Kolozsvárra költözött. Középiskolai tanulmányait a Kolozsvári Református Kollégiumban végezte. Kezdetben tanárnak készült; írt elbeszéléseket és költeményeket a kolozsvári és a budapesti Egyetemi Lapokba, az Erő című ifjúsági lapba, az Újság, a Besztercze és a Miskolczi Hírlap című napilapokba. Természettudományi és bölcseleti cikkei jelentek meg az Egyetem című ifjúsági folyóiratban, a Huszadik Században és az Urániában. 1906. január 27-én a Kolozsvári Magyar Királyi Ferenc József Tudományegyetemen avatták orvosdoktorrá.
Orvosi oklevelének megszerzése után Apáthy István mellett dolgozott a kolozsvári egyetem zoológiai tanszékén. 1907 szeptemberétől a Budapesti Tudományegyetem I. számú Anatómiai Intézetében Lenhossék Mihály irányítása mellett tevékenykedett, s előbb tanársegéddé választották, majd adjunktusi kinevezést nyert. Az első világháború idején a 2. honvédezred tartalékos főorvosaként frontszolgálatot teljesített. 1916-ban a zsigerek bonctana és szövettana című tárgykörből magántanári képesítést szerzett. Rövid ideig a pozsonyi Erzsébet Tudományegyetemen működött, ahol megbízták az anatómiai intézet építésének és berendezésének irányításával (1918). 1919 februárjában a Debreceni Tudományegyetem hívta meg az Anatómiai Tanszékére, azonban a kommünt megelőző zavaros hetekben ennek a meghívásnak nem tudott eleget tenni. Részt vett az őszirózsás forradalomban, s a Tanácsköztársaság fennállása alatt az Országos Egészségügyi Tanács jegyzőjévé választották.
A proletárdiktatúra bukása után megfosztották előadástartási jogától, s Magyarországot elhagyva Prágába költözött, ahol 1919–1920-ban a Prágai Német Egyetemen tartott kurzusokat. Ekkoriban érintkezésbe lépett a jénai Zeiss-művekkel, amelyek érdeklődtek találmánya, a mikromanipulátor iránt. Másfél évi munka után készült el a műszer, melyet sejttani kutatásokhoz használtak. Lehetővé tette a sejttest belsejében zajló elektromos jelenségek mérését és „sejtsebészeti” beavatkozások elvégzését. 1921-ben önálló biológiai laboratóriumi egység vezetésére kapott megbízást a Vilmos Császár Fizikai Kémiai és Elektrokémiai Intézetben. Ezen állását 1934-ig töltötte be. Ekkor el kellett hagynia Németországot, s előbb a Cambridge-i Egyetem Zoológiai Intézetében, majd 1936-tól 1939-ig a koppenhágai biológiai intézetben működött. 1939 tavaszán meghívást kapott az Isztambuli Egyetem Szövettani és Fejlődéstani Intézetéhez. 1944-ben rendes tanárrá és tanszékvezetővé nevezték ki. A második világháborút követően visszatért Magyarországra, de súlyos betegsége miatt munkásságát nem tudta folytatni. Utolsó éveit gyógyintézetben töltötte.

## Művei
- Jegyzetek Driesch filozófiájához. (Huszadik Század, 1911, 1.)
- Szövettan. 2 kötet. Budapest, 1909–1911
- Az emberi húgyhólyag izomzata. – Vizsgálatok az izomfibrillumok és az infibrillumok egymáshoz való viszonyáról. (Mathematikai és Természettudományi Értesítő, 1913)
- Orvosi hivatás és világnézet. (Orvosi Hetilap, 1919, 14.)
- Die mikrochirurgische Methode. Handbuch der biologischen Arbeitsmethoden. Jena, 1923
- Methodik der wissenschaftlichen Biologie. Berlin, Springer, 1928

## Díjai, elismerései
- Koronás arany érdemkereszt a vitézségi érem szalagján (1915)
- Ferenc József-rend lovagkeresztje hadiékítménnyel (1917)[8]